# Церква святого архістратига Михаїла (Годів)
Церква святого архістратига Михаїла в Годові — парафія і храм греко-католицької громади Зборівського деканату Тернопільсько-Зборівської архієпархії Української греко-католицької церкви в селі Годів Тернопільського району Тернопільської области.
Дерев'яна церква оголошена пам'яткою архітектури місцевого значення.

## Історія церкви
Храм був збудований у 1936 році та освячений єпископом Никитою Будкою. У 1969—1970 роках художник з Бережан Микулишин виконав розпис церкви, а у 1981—1982 роках він же виготовив іконостас.
У 1995 році єпископську візитацію парафії здійснив єпископ Михаїл Колтун.
При парафії діють спільнота «Матері в молитві», Вівтарна та Марійська дружини. На території парафії встановлено хрести, фігури та каплиця. У власності парафії перебувають церква святого Архистратига Михаїла, каплиця, дзвіниця та парафіяльний будинок.

## Парохи
- о. Степан Карпович (до 1946),
- о. Євгеній Мізь (1946),
- о. Павло Бук (1980—1987),
- о. Михайло Венграк (1987—1992),
- о. Володимир Шевців (з червня 1992).